# Antiche arie e danze per liuto (prima suite)
Le Antiche arie e danze per liuto sono una raccolta di libere trascrizioni da brani per liuto dal XVI e XVII secolo realizzate da Ottorino Respighi e distribuite in tre suites per diversi organici orchestrali, negli anni: 1917 la Prima suite, nel 1923 la Seconda suite, nel 1931 la Terza suite, raccolte e riordinate da Elsa Respighi nel 1937.

## La Prima Suite
Per la Prima suite del 1917, divisa in 4 movimenti, Respighi ha scelto un organico strumentale in cui accanto agli strumenti ad arco e a quelli a fiato si trovano anche l'arpa e il clavicembalo.
Il modello per il pezzo introduttivo, intitolato Balletto detto "Il Conte Orlando", è una composizione di Simone Molinaro, che visse tra il 1565 e il 1615 circa, l'autore della Gagliarda che segue è Vincenzo Galilei padre del famoso astronomo. La Villanella e nel Passo mezzo e mascherada, sono di autori anonimi, che concludono la suite briosamente.

## Movimenti
- 1. Simone Molinaro: Balletto detto "Il Conte Orlando" (1599) - Allegro moderato
- 2. Vincenzo Galilei: Gagliarda (155?) - Allegro marcato - Andantino mosso
- 3. Ignoto: Villanella (fine sec.XVI) - Andante cantabile
- 4. Ignoto: Passo mezzo e mascherada (fine sec.XVI) -  Allegro vivo - Vivacissimo